# Sławomir Kowalski (generał)
Sławomir Mariusz Kowalski (ur. 19 grudnia 1960 w Bytomiu) – generał dywizji Wojska Polskiego w stanie spoczynku, doktor nauk społecznych. Dowódca Centrum Operacji Lądowych – dowódca Komponentu Lądowego w Krakowie, profesor Krakowskiej Akademii im. Andrzeja Frycza Modrzewskiego.

## Życiorys
Urodził się w Bytomiu 19 grudnia 1960. W 1980 rozpoczął służbę wojskową jako podchorąży w Wyższej Szkole Oficerskiej Wojsk Obrony Przeciwlotniczej w Koszalinie. Po ukończeniu szkoły sprawował funkcję dowódcy plutonu, baterii i starszego instruktora w Wyższej Szkole Oficerskiej Wojsk Obrony Przeciwlotniczej.
W latach 1989–1990 studiował w Akademii Obrony Narodowej w Warszawie. Po ukończeniu studiów był wykładowcą na Wydziale Taktyki w Wyższej Szkole Oficerskiej Wojsk Obrony Przeciwlotniczej w Koszalinie. W 1989 został skierowany na wyższe studia dowódczo-sztabowe w Akademii Sztabu Generalnego w Warszawie, po ukończeniu których (już w Akademii Obrony Narodowej) powrócił do Koszalina i objął funkcję asystenta zespołu prac naukowo-dydaktycznych. Od 1996 służył w 3 pułku przeciwlotniczym w Szczecinie, jako szef sztabu, zastępca dowódcy. Ponadto ukończył studia podyplomowe na Uniwersytecie Szczecińskim. W 1999 ukończył specjalistyczny kurs językowy w Military College Saint-Jean w Kanadzie. W 2002 został dowódcą 3 pplot. W 2003 awansował do stopnia pułkownika a w 2004 został zastępcą szefa Wojsk Obrony Przeciwlotniczej w  Dowództwie Wojsk Lądowych w Warszawie. Po ukończeniu studiów podyplomowych w Akademii Obrony Narodowej, w 2009 objął stanowisko szefa Wojsk Obrony Przeciwlotniczej w Dowództwie Wojsk Lądowych w Warszawie.
W 2011 objął obowiązki dowódcy 7 Pomorskiej Brygady Obrony Wybrzeża w Słupsku, a w 2013 został mianowany dowódcą 15 Brygady Zmechanizowanej  w Giżycku. W tym samym roku został awansowany na stopień generała brygady.
3 sierpnia 2015 objął obowiązki zastępcy dowódcy Centrum Operacji Lądowych – Dowództwa Komponentu Lądowego, a 18 listopada 2016 został inspektorem Rodzajów Wojsk w Dowództwie Generalnym Rodzajów Sił Zbrojnych.
3 lipca 2017 objął dowodzenie Centrum Operacji Lądowych – Dowództwo Komponentu Lądowego w Krakowie.
Uzyskał tytuł doktora nauk społecznych w dyscyplinie nauki o obronności na Wydziale Zarządzania i Dowodzenia Akademii Sztuki Wojennej. Jest profesorem Krakowskiej Akademii im. Andrzeja Frycza Modrzewskiego, na Wydziale Nauk o Bezpieczeństwie. Jego specjalność naukowa to zarządzanie w środowisku informacyjnym.
15 sierpnia 2019 Prezydent Rzeczypospolitej Polskiej Andrzej Duda awansował Sławomira Kowalskiego na stopień generała dywizji. W dniu 18 grudnia 2020 r. w Centrum Operacji Lądowych - Dowództwie Komponentu Lądowego (COLąd - DKL) odbyła się ceremonia  przekazania obowiązków Dowódcy COLąd-DKL.

## Ordery i odznaczenia
- Krzyż Komandorski Orderu Odrodzenia Polski – (2023)[10]
- Wojskowy Krzyż Zasługi – (2019)[11]
- Srebrny Krzyż Zasługi – (2005)[12]
- Złoty Krzyż Honorowy Związku Piłsudczyków RP – (2019)
- Złoty Medal „Siły Zbrojne w Służbie Ojczyzny” – (2010)
- Srebrny Medal „Siły Zbrojne w Służbie Ojczyzny” – (2002)
- Brązowy Medal „Siły Zbrojne w Służbie Ojczyzny” – (1985)
- Złoty Medal „Za zasługi dla obronności kraju”  – (2010 r.)
- Srebrny Medal „Za zasługi dla obronności kraju” – (2002)
- Brązowy Medal „Za zasługi dla obronności kraju” – (1996)
- Medal „Pro Patria” – (2018 )
- Medal za Zasługi dla SPP (2013)
- Medal „Na Straży Miasta Krakowa” (2018)
- Srebrny Medal za Zasługi dla Pożarnictwa (2015)
- Medal za Kultywowanie Pamięci o Żołnierzach 2 Korpusu Polskiego (2018)
- Odznaka Honorowa Wojsk Lądowych (2012 r.)
- Zasłużony Żołnierz Rzeczypospolitej Polskiej   - III st. brązowa (2011)    - II st. Srebrna (2016)    - I st. Złota (2019)
- Odznaka Honorowa Sybiraka (2014)
- Odznaka za Zasługi Związku Kombatantów RP (2012)
- Odznaka Pamiątkowa PKW KFOR – KOSOWO (2015)
- Odznaka Pamiątkowa za Zasługi dla ŚZŻAK (2018)
- Odznaka Honorowa za Zasługi dla Rozwoju Gospodarki RP (2015 r.)
- Odznaka Pamiątkowa COLąd-DKL (2019 r.)
- Odznaka Pamiątkowa CSSP (2011 r.)
- Odznaka Pamiątkowa 7 Brygady Obrony Wybrzeża (2011)
- Odznaka Pamiątkowa 15 Mazurskiego Batalionu Saperów (2014)
- Odznaka Pamiątkowa Dowództwa Generalnego RSZ (2017)
- Odznaka Pamiątkowa 3 Pułku Przeciwlotniczego (1996)